# Kengo Kawamata
Kengo Kawamata (* 4. říjen 1989) je japonský fotbalista.

## Klubová kariéra
Hrával za Ehime FC, Albirex Niigata, Fagiano Okayama, Nagoya Grampus.

## Reprezentační kariéra
Kengo Kawamata odehrál za japonský národní tým v roce 2015 celkem 5 reprezentačních utkání.

## Statistiky
| Japonsko | Japonsko | Japonsko |
| Roky     | Záp.     | Góly     |
| -------- | -------- | -------- |
| 2015     | 5        | 1        |
| 2016     | 0        | 0        |
| 2017     | 3        | 0        |
| 2018     | 1        | 0        |
| Celkem   | 9        | 1        |